# Bell-lloc d’Urgell
Bell-lloc d’Urgell (spanisch Belloch de Urgell) ist eine katalanische Gemeinde (municipio) mit 2.359 Einwohnern (Stand: 2024) in der Provinz Lleida im Nordosten Spaniens. Sie gehört zur Comarca Pla d’Urgell.

## Geographische Lage
Bell-lloc d’Urgell liegt etwa 13 Kilometer östlich von Lleida in einer Höhe von ca. 195 m. Durch die Gemeinde führt die Autovía A-2.

## Bevölkerungsentwicklung
| 1900 | 1930 | 1950 | 1970 | 1981 | 1991 | 2001 | 2011 | 2021 |
| ---- | ---- | ---- | ---- | ---- | ---- | ---- | ---- | ---- |
| 1395 | 1508 | 1827 | 2291 | 2164 | 2180 | 2125 | 2446 | 2329 |

## Sehenswürdigkeiten

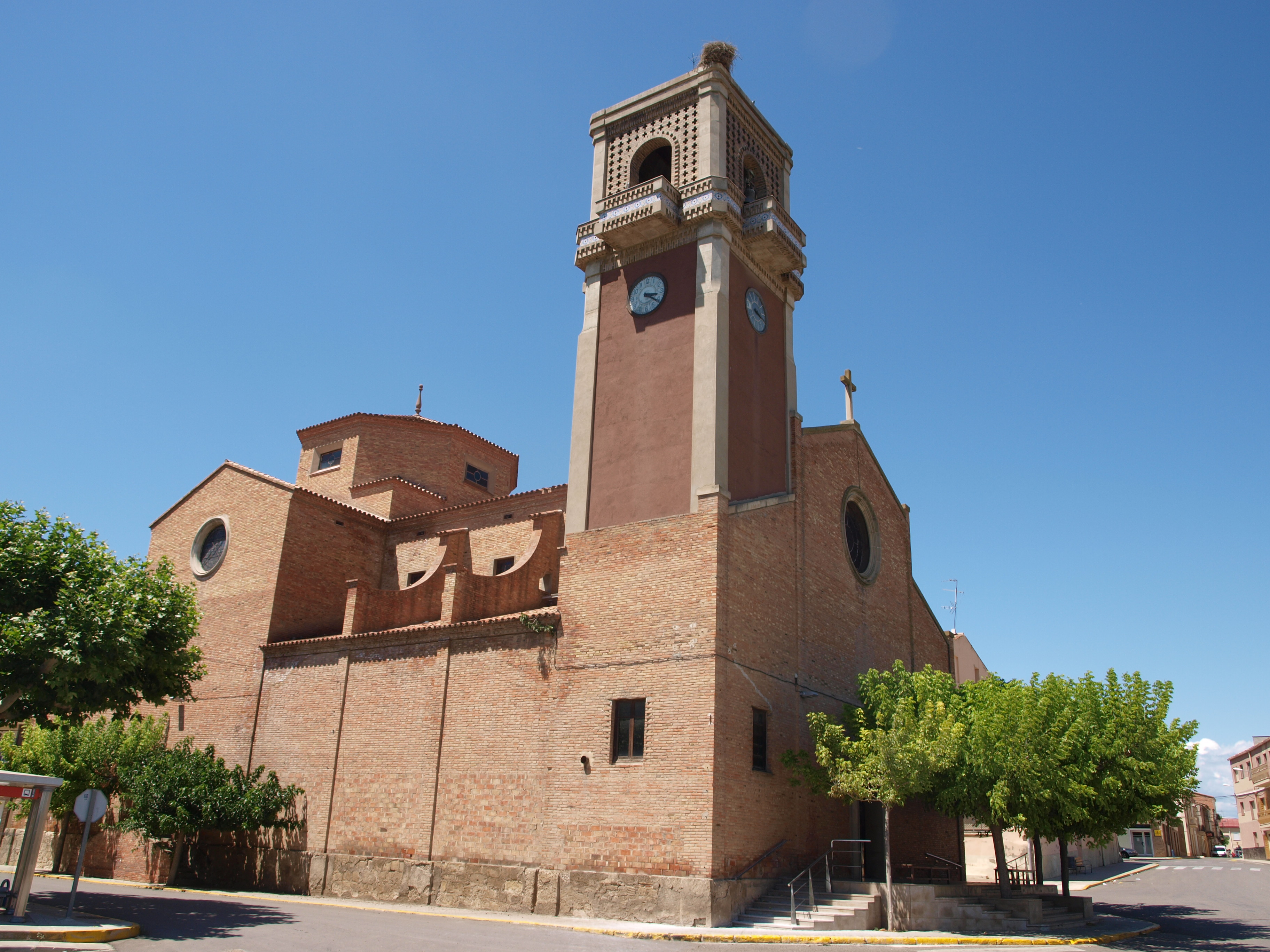
Michaeliskirche

- Michaeliskirche